# ECHL 2022/23
Die Saison 2022/23 war die 35. Spielzeit der ECHL. Sie begann am 21. Oktober 2022 und endete am 9. Juni 2023 mit dem Kelly-Cup-Gewinn der Florida Everblades, die somit ihren Titel des Vorjahres verteidigten. Alle 28 Mannschaften bestritten in der regulären Saison, die vom 21. Oktober 2022 bis zum 16. April 2023 ausgetragen wurde, jeweils 72 Spiele.

## Teamänderungen
- Die Savannah Ghost Pirates wurden als neues Franchise in die Liga aufgenommen.

## Reguläre Saison
| Adirondack |

| Maine |

| Reading |

| Trois-Rivières |

| Worcester |

| Atlanta |

| Florida |

| Greenville |

| Jacksonville |

| Norfolk |

| Orlando |

| Savannah |

| South Carolina |

| Cincinnati |

| Fort Wayne |

| Indy |

| Iowa |

| Kalamazoo |

| Toledo |

| Wheeling |

| Allen |

| Idaho |

| Kansas City |

| Rapid City |

| Tulsa |

| Utah |

| Wichita |

| \| Newfoundland \| |
| Newfoundland       |

| Newfoundland |

### Abschlusstabellen
Abkürzungen: GP = Spiele, W = Siege, L = Niederlagen, OTL = Niederlage nach Overtime, SOL = Niederlage nach Shootout, GF = Erzielte Tore, GA = Gegentore, Pts = Punkte, Pts% =Punktquote

Erläuterungen: Playoff-Qualifikation, Henry-Brabham-Cup-Sieger

#### Eastern Conference
| North Division          | GP | W  | L  | OTL | SOL | GF  | GA  | Pts |
| ----------------------- | -- | -- | -- | --- | --- | --- | --- | --- |
| Newfoundland Growlers   | 72 | 48 | 22 | 2   | 0   | 271 | 217 | 98  |
| Reading Royals          | 72 | 41 | 25 | 5   | 1   | 262 | 215 | 88  |
| Maine Mariners          | 72 | 42 | 27 | 2   | 1   | 267 | 210 | 87  |
| Adirondack Thunder      | 72 | 32 | 29 | 9   | 2   | 237 | 243 | 75  |
| Worcester Railers       | 72 | 34 | 34 | 4   | 0   | 227 | 242 | 72  |
| Lions de Trois-Rivières | 72 | 29 | 40 | 3   | 0   | 216 | 273 | 61  |
| Norfolk Admirals        | 72 | 21 | 46 | 2   | 3   | 203 | 318 | 47  |

| South Division           | GP | W  | L  | OTL | SOL | GF  | GA  | Pts |
| ------------------------ | -- | -- | -- | --- | --- | --- | --- | --- |
| South Carolina Stingrays | 72 | 45 | 22 | 4   | 1   | 263 | 194 | 95  |
| Jacksonville Icemen      | 72 | 44 | 24 | 3   | 1   | 235 | 209 | 93  |
| Greenville Swamp Rabbits | 72 | 40 | 23 | 8   | 1   | 244 | 211 | 89  |
| Florida Everblades       | 72 | 38 | 25 | 4   | 5   | 225 | 213 | 85  |
| Atlanta Gladiators       | 72 | 35 | 30 | 6   | 1   | 226 | 240 | 77  |
| Orlando Solar Bears      | 72 | 30 | 33 | 8   | 1   | 221 | 264 | 69  |
| Savannah Ghost Pirates   | 72 | 28 | 34 | 9   | 1   | 207 | 258 | 66  |

#### Western Conference
| Central Division    | GP | W  | L  | OTL | SOL | GF  | GA  | Pts |
| ------------------- | -- | -- | -- | --- | --- | --- | --- | --- |
| Cincinnati Cyclones | 72 | 47 | 16 | 6   | 3   | 266 | 216 | 103 |
| Toledo Walleye      | 72 | 45 | 19 | 5   | 3   | 254 | 182 | 98  |
| Indy Fuel           | 72 | 43 | 24 | 5   | 0   | 244 | 208 | 91  |
| Fort Wayne Komets   | 72 | 34 | 31 | 4   | 3   | 270 | 275 | 75  |
| Kalamazoo Wings     | 72 | 29 | 37 | 5   | 1   | 178 | 226 | 64  |
| Wheeling Nailers    | 72 | 29 | 38 | 5   | 0   | 223 | 244 | 63  |
| Iowa Heartlanders   | 72 | 22 | 36 | 13  | 1   | 189 | 256 | 58  |

| Mountain Division     | GP | W  | L  | OTL | SOL | GF  | GA  | Pts |
| --------------------- | -- | -- | -- | --- | --- | --- | --- | --- |
| Idaho Steelheads      | 72 | 58 | 11 | 1   | 2   | 290 | 153 | 119 |
| Allen Americans       | 72 | 37 | 32 | 2   | 1   | 260 | 263 | 77  |
| Kansas City Mavericks | 72 | 34 | 30 | 6   | 2   | 222 | 224 | 76  |
| Utah Grizzlies        | 72 | 35 | 33 | 4   | 0   | 225 | 259 | 74  |
| Wichita Thunder       | 72 | 33 | 32 | 6   | 1   | 227 | 238 | 73  |
| Rapid City Rush       | 72 | 33 | 34 | 5   | 0   | 242 | 272 | 71  |
| Tulsa Oilers          | 72 | 22 | 41 | 8   | 1   | 203 | 279 | 53  |

### Beste Scorer
Abkürzungen: GP = Spiele, G = Tore, A = Assists, Pts = Punkte, +/− = Plus/Minus, PIM = Strafminuten; Fett: Saisonbestwert
| Spieler         | Team                     | GP | G  | A  | Pts | +/− | PIM |
| --------------- | ------------------------ | -- | -- | -- | --- | --- | --- |
| Hank Crone      | Allen Americans          | 69 | 49 | 56 | 105 | +7  | 67  |
| Jack Combs      | Allen Americans          | 70 | 36 | 59 | 95  | +6  | 32  |
| Alex Ierullo    | Greenville Swamp Rabbits | 67 | 27 | 60 | 87  | +31 | 34  |
| Zach O’Brien    | Newfoundland Growlers    | 59 | 23 | 64 | 87  | +13 | 8   |
| Cody Sylvester  | Atlanta Gladiators       | 70 | 38 | 48 | 86  | +18 | 36  |
| Colton Hargrove | Allen Americans          | 64 | 39 | 46 | 85  | −2  | 100 |
| Brandon Hawkins | Toledo Walleye           | 66 | 39 | 42 | 81  | +16 | 66  |
| Michal Stínil   | Wichita Thunder          | 65 | 31 | 48 | 79  | −11 | 126 |
| Charlie Gerard  | Reading Royals           | 62 | 33 | 43 | 76  | +21 | 84  |
| Shane Harper    | Adirondack Thunder       | 65 | 22 | 53 | 75  | −5  | 20  |

Die beste Plus/Minus-Statistik erreichten Matt Register und Cody Haiskanen von den Idaho Steelheads mit einem Wert von jeweils +53.

### Beste Torhüter
Die kombinierte Tabelle zeigt die jeweils drei besten Torhüter in den Kategorien Gegentorschnitt und Fangquote sowie die jeweils Führenden in den Kategorien Shutouts und Siege.
Abkürzungen: GP = Spiele, TOI = Eiszeit (in Minuten), W = Siege, L = Niederlagen, OTL = Overtime-Niederlagen, GA = Gegentore, SO = Shutouts, Sv% = gehaltene Schüsse (in %), GAA = Gegentorschnitt; Fett: Saisonbestwert
Es werden nur Torhüter erfasst, die mindestens 1440 Minuten absolviert haben. Sortiert nach bestem Gegentorschnitt.
| Spieler         | Team                     | GP | TOI  | W  | L  | OTL | GA  | SO | Sv%  | GAA  |
| --------------- | ------------------------ | -- | ---- | -- | -- | --- | --- | -- | ---- | ---- |
| Sebastian Cossa | Toledo Walleye           | 46 | 2667 | 26 | 16 | 4   | 114 | 4  | 91,3 | 2,56 |
| Shane Starrett  | Kansas City Mavericks    | 54 | 3045 | 24 | 21 | 5   | 136 | 4  | 91,3 | 2,68 |
| Dávid Hrenák    | Greenville Swamp Rabbits | 43 | 2428 | 22 | 13 | 5   | 114 | 1  | 90,6 | 2,82 |
| Beck Warm       | Cincinnati Cyclones      | 43 | 2509 | 28 | 9  | 6   | 126 | 1  | 89,9 | 3,01 |
| Henrik Tikkanen | Worcester Railers        | 38 | 2188 | 18 | 17 | 3   | 110 | 2  | 91,4 | 3,02 |

## Kelly-Cup-Playoffs

### Playoff-Baum
|  | Division-Halbfinale | Division-Halbfinale      | Division-Halbfinale |                     |                          | Division-Finale | Division-Finale | Division-Finale |  |  | Conference-Finale | Conference-Finale | Conference-Finale |  |  | Kelly-Cup-Finale | Kelly-Cup-Finale | Kelly-Cup-Finale |
|  |                     |                          |                     |                     |                          |                 |                 |                 |  |  |                   |                   |                   |  |  |                  |                  |                  |
|  | N1                  | Newfoundland Growlers    | 4                   |                     |                          |                 |                 |                 |  |  |                   |                   |                   |  |  |                  |                  |                  |
|  | N4                  | Adirondack Thunder       | 1                   |                     |                          |                 |                 |                 |  |  |                   |                   |                   |  |  |                  |                  |                  |
|  | N4                  | Adirondack Thunder       | 1                   | N1                  | Newfoundland Growlers    | 4               |                 |                 |  |  |                   |                   |                   |  |  |                  |                  |                  |
|  |                     |                          |                     | N1                  | Newfoundland Growlers    | 4               |                 |                 |  |  |                   |                   |                   |  |  |                  |                  |                  |
|  |                     |                          | N2                  | Reading Royals      | 1                        |                 |                 |                 |  |  |                   |                   |                   |  |  |                  |                  |                  |
|  | N2                  | Reading Royals           | N2                  | Reading Royals      | 1                        | 4               |                 |                 |  |  |                   |                   |                   |  |  |                  |                  |                  |
|  | N2                  | Reading Royals           |                     |                     |                          | 4               |                 |                 |  |  |                   |                   |                   |  |  |                  |                  |                  |
|  | N3                  | Maine Mariners           | 3                   |                     |                          |                 |                 |                 |  |  |                   |                   |                   |  |  |                  |                  |                  |
|  | N3                  | Maine Mariners           | 3                   | N1                  | Newfoundland Growlers    | 2               |                 |                 |  |  |                   |                   |                   |  |  |                  |                  |                  |
|  |                     |                          |                     | N1                  | Newfoundland Growlers    | 2               |                 |                 |  |  |                   |                   |                   |  |  |                  |                  |                  |
|  |                     | S4                       | Florida Everblades  | 4                   |                          |                 |                 |                 |  |  |                   |                   |                   |  |  |                  |                  |                  |
|  | S1                  | S4                       | Florida Everblades  | 4                   | South Carolina Stingrays | 2               |                 |                 |  |  |                   |                   |                   |  |  |                  |                  |                  |
|  | S1                  |                          |                     |                     | South Carolina Stingrays | 2               |                 |                 |  |  |                   |                   |                   |  |  |                  |                  |                  |
|  | S4                  | Florida Everblades       | 4                   |                     |                          |                 |                 |                 |  |  |                   |                   |                   |  |  |                  |                  |                  |
|  | S4                  | Florida Everblades       | 4                   | S4                  | Florida Everblades       | 4               |                 |                 |  |  |                   |                   |                   |  |  |                  |                  |                  |
|  |                     |                          |                     | S4                  | Florida Everblades       | 4               |                 |                 |  |  |                   |                   |                   |  |  |                  |                  |                  |
|  |                     |                          | S2                  | Jacksonville Icemen | 2                        |                 |                 |                 |  |  |                   |                   |                   |  |  |                  |                  |                  |
|  | S2                  | Jacksonville Icemen      | S2                  | Jacksonville Icemen | 2                        | 4               |                 |                 |  |  |                   |                   |                   |  |  |                  |                  |                  |
|  | S2                  | Jacksonville Icemen      |                     |                     |                          |                 |                 |                 |  |  |                   |                   |                   |  |  |                  |                  |                  |
|  | S3                  | Greenville Swamp Rabbits | 2                   |                     |                          |                 |                 |                 |  |  |                   |                   |                   |  |  |                  |                  |                  |
|  | S3                  | Greenville Swamp Rabbits | 2                   | S4                  | Florida Everblades       | 4               |                 |                 |  |  |                   |                   |                   |  |  |                  |                  |                  |
|  |                     |                          |                     |                     |                          |                 |                 |                 |  |  |                   |                   |                   |  |  |                  |                  |                  |
|  |                     | M1                       | Idaho Steelheads    | 0                   |                          |                 |                 |                 |  |  |                   |                   |                   |  |  |                  |                  |                  |
|  | C1                  | M1                       | Idaho Steelheads    | 0                   | Cincinnati Cyclones      | 4               |                 |                 |  |  |                   |                   |                   |  |  |                  |                  |                  |
|  | C1                  |                          |                     |                     | Cincinnati Cyclones      | 4               |                 |                 |  |  |                   |                   |                   |  |  |                  |                  |                  |
|  | C4                  | Fort Wayne Komets        | 3                   |                     |                          |                 |                 |                 |  |  |                   |                   |                   |  |  |                  |                  |                  |
|  | C4                  | Fort Wayne Komets        | 3                   | C1                  | Cincinnati Cyclones      | 0               |                 |                 |  |  |                   |                   |                   |  |  |                  |                  |                  |
|  |                     |                          |                     | C1                  | Cincinnati Cyclones      | 0               |                 |                 |  |  |                   |                   |                   |  |  |                  |                  |                  |
|  |                     |                          | C2                  | Toledo Walleye      | 4                        |                 |                 |                 |  |  |                   |                   |                   |  |  |                  |                  |                  |
|  | C2                  | Toledo Walleye           | C2                  | Toledo Walleye      | 4                        | 4               |                 |                 |  |  |                   |                   |                   |  |  |                  |                  |                  |
|  | C2                  | Toledo Walleye           |                     |                     |                          | 4               |                 |                 |  |  |                   |                   |                   |  |  |                  |                  |                  |
|  | C3                  | Indy Fuel                | 0                   |                     |                          |                 |                 |                 |  |  |                   |                   |                   |  |  |                  |                  |                  |
|  | C3                  | Indy Fuel                | 0                   | C2                  | Toledo Walleye           | 1               |                 |                 |  |  |                   |                   |                   |  |  |                  |                  |                  |
|  |                     |                          |                     | C2                  | Toledo Walleye           | 1               |                 |                 |  |  |                   |                   |                   |  |  |                  |                  |                  |
|  |                     | M1                       | Idaho Steelheads    | 4                   |                          |                 |                 |                 |  |  |                   |                   |                   |  |  |                  |                  |                  |
|  | M1                  | M1                       | Idaho Steelheads    | 4                   | Idaho Steelheads         | 4               |                 |                 |  |  |                   |                   |                   |  |  |                  |                  |                  |
|  | M1                  |                          |                     |                     |                          |                 |                 |                 |  |  |                   |                   |                   |  |  |                  |                  |                  |
|  | M4                  | Utah Grizzlies           | 2                   |                     |                          |                 |                 |                 |  |  |                   |                   |                   |  |  |                  |                  |                  |
|  | M4                  | Utah Grizzlies           | 2                   | M1                  | Idaho Steelheads         | 4               |                 |                 |  |  |                   |                   |                   |  |  |                  |                  |                  |
|  |                     |                          |                     | M1                  | Idaho Steelheads         | 4               |                 |                 |  |  |                   |                   |                   |  |  |                  |                  |                  |
|  |                     |                          | M2                  | Allen Americans     | 1                        |                 |                 |                 |  |  |                   |                   |                   |  |  |                  |                  |                  |
|  | M2                  | Allen Americans          | M2                  | Allen Americans     | 1                        | 4               |                 |                 |  |  |                   |                   |                   |  |  |                  |                  |                  |
|  | M2                  | Allen Americans          |                     |                     |                          |                 |                 |                 |  |  |                   |                   |                   |  |  |                  |                  |                  |
|  | M3                  | Kansas City Mavericks    | 2                   |                     |                          |                 |                 |                 |  |  |                   |                   |                   |  |  |                  |                  |                  |

### Kelly-Cup-Sieger
| Kelly-Cup-Sieger Florida Everblades | Ashton Calder, Will Calverley, Oliver Chau, Xavier Cormier, Cam Darcy, Evan Fitzpatrick, Andrew Fyten, Brandon Hickey, Tyler Irvine, Cam Johnson, Sean Josling, Nolan Kneen, Levko Koper, Lukas Kälble, Logan Lambdin, Stefan Leblanc, Ben Masella, John McCarron, Kody McDonald, Cole Moberg, Kyle Neuber, Joe Pendenza, Nathan Staios, Zachary Uens, Blake Winiecki Cheftrainer: Brad Ralph |

## Auszeichnungen

### Vergebene Trophäen
| Auszeichnung                                                                   | Spieler                      | Team                  |
| ------------------------------------------------------------------------------ | ---------------------------- | --------------------- |
| John Brophy Award Bester Trainer                                               | Everett Sheen                | Idaho Steelheads      |
| ECHL Most Valuable Player Bester Spieler der regulären Saison                  | Hank Crone                   | Allen Americans       |
| Kelly Cup Playoffs Most Valuable Player Bester Spieler der Playoffs            | Cam Johnson                  | Florida Everblades    |
| ECHL Rookie of the Year Bester Rookie der regulären Saison                     | Hank Crone                   | Allen Americans       |
| Nick Vitucci Goaltender of the Year Award Bester Torwart der regulären Saison  | John Lethemon                | Toledo Walleye        |
| ECHL Defenseman of the Year Bester Verteidiger der regulären Saison            | Owen Headrick                | Idaho Steelheads      |
| ECHL Leading Scorer Bester Scorer der regulären Saison                         | Hank Crone                   | Allen Americans       |
| ECHL Plus Performer Award Spieler mit der besten Plus/Minus-Bilanz             | Cody Haiskanen Matt Register | Idaho Steelheads      |
| ECHL Sportsmanship Award Hoher sportlicher Standard und vorbildliches Benehmen | Zach O’Brien                 | Newfoundland Growlers |
| ECHL Hockey Operations Department of the Year Bestes Management der Saison     | Idaho Steelheads             | Idaho Steelheads      |
| Kelly Cup Gewinner der ECHL-Playoffs                                           | Florida Everblades           | Florida Everblades    |
| Henry Brabham Cup Bestes Team der regulären Saison                             | Idaho Steelheads             | Idaho Steelheads      |
| E. A. „Bud“ Gingher Memorial Trophy Bestes Team der Eastern Conference         | Florida Everblades           | Florida Everblades    |
| Bruce Taylor Trophy Bestes Team der Western Conference                         | Idaho Steelheads             | Idaho Steelheads      |

### All-Star-Teams
| First All-Star Team | First All-Star Team                         |
| ------------------- | ------------------------------------------- |
| Angriff:            | Hank Crone – Zach O’Brien – Brandon Hawkins |
| Verteidigung:       | Owen Headrick – Matt Register               |
| Tor:                | John Lethemon                               |

| Second All-Star Team | Second All-Star Team                       |
| -------------------- | ------------------------------------------ |
| Angriff:             | Alex Ierullo – Cody Sylvester – Jack Combs |
| Verteidigung:        | Michael Brodzinski – Max Martin            |
| Tor:                 | Adam Scheel                                |

| All-Rookie Team | All-Rookie Team                         |
| --------------- | --------------------------------------- |
| Angriff:        | Hank Crone – Liam Finlay – Alex Ierullo |
| Verteidigung:   | Owen Headrick – Michael Joyaux          |
| Tor:            | Rémi Poirier                            |